# Džiugas
Džiugas (également Telšys) est un géant légendaire apparaissant dans les contes samogitiens. Les padavimas (lt), contes samogitiens, attribuent de nombreux exploits à Džiugas.

## Légende
La légende dit de Džiugas qu'il vivait dans de profondes forêts impénétrables. Debout, sa tête dépasse la cime des plus hauts arbres, qu'il peut coucher lorsqu'il éternue. Les collines de Džiugas (lt), près de Telšiai, se seraient formées de la façon suivante : Džiugas étant partie se promener, il fit trois fois le tour de la Terre, et à son retour, il vida ses bottes ; les collines sont donc le vestige de la terre accrochée sous les bottes du géant. Il s'y creusa une grotte dont il fit son logis. À son réveil, chaque matin, il sortait de son antre, et allait travailler. Son travail consistait à arracher des arbres, qu'il jetait ensuite devant lui. Malheureusement, ces arbres tombaient sur un lieu de réunion de sorcières, lesquelles invoquèrent des esprits maléfiques pour lutter contre le géant. Mais les esprits hésitaient à s'attaquer au géant, car Džiugas bénéficiait d'un charme protecteur que lui avait octroyé le Soleil lui-même. Ils ne pouvaient donc qu'une fois la nuit tombée boucher l'entrée de la grotte du géant avec de la terre. Mais le matin, Džiugas parvenait à sortir en repoussant la terre amassée devant l'entrée de sa grotte.
Cette lutte acharnée dura fort longtemps, jusqu'à ce le champ de bataille, lieu d'élection des sorcières, ne se trouve noyé par l'apparition du lac Mastis (lt). En effet, à force de creuser chez elles pour boucher l'entrée de la caverne, les sorcières ont tant fait que les rivières avoisinantes vinrent remplir leur lieu de vie. Dès lors, elles se trouvèrent contraintes de trouver refuge au sommet des collines formées par les terres rejetées par Džiugas de devant sa caverne, qui formaient les collines aujourd'hui appelées Šatrija (lt). Après cette longue bataille, Džiugas trouva le lac beau, et construit Telšiai sur ses rives. Peu après, la colline s'effondra sur sa caverne pendant son sommeil, et devint sa tombe.
Certains récits le font côtoyer d'autres membres de la mythologie balte (it). Sa puissance en fait un allié de Velnias, dieu chthonien. Ses fréquents combats contre ses ennemis, qu'il assommait à coups de troncs d'arbres, expliquent la rareté des forêts dans la région de Telšiai.

## Autres
Les premiers contes évoquant Džiugas sont collectés par Liudvikas Adomas Jucevičius (lt) en 1839.
Džiugas est devenu un prénom populaire en Lituanie.